# قوم ادی
اَدی نام گروهی از قبایل ساکن دامنه‌های هیمالیا در ایالت آروناچال پرادش هندوستان است که به زبان ادی از خانوادهٔ زبان‌های چینی-تبتی صحبت کرده و عمدتاً پیرو اعتقادات آنیمیستی می‌باشند.